# 维拉特陨击坑
维拉特陨击坑（Virrat）是火星陶玛西亚区的一座撞击坑，中心坐标位于南纬31.1度、西经103度，直径约54公里（34英里）。根据美国地质调查局数据绘制的火星表面地质龄图，维拉特陨击坑周边地区形成于38至35亿年前的诺亚纪。1991年，国际天文联合会以芬兰小镇维拉特对它予以了正式命名。
该陨坑位于迪诺威克陨击坑西南及克拉里塔斯槽沟的东北，而北面正对着的还有科加陨击坑和尼尔陨击坑。维拉特坑底高出火星基准面约5100米（16700英尺），而坑壁最高点6400米（21000英尺），因此，它的深度约为1300米。